# Phomopsis eucalypti
Phomopsis eucalypti är en svampart som beskrevs av Zerova 1940. Phomopsis eucalypti ingår i släktet Phomopsis och familjen Diaporthaceae.   Inga underarter finns listade i Catalogue of Life.